# カリフォルニア・カー (路面電車車両)

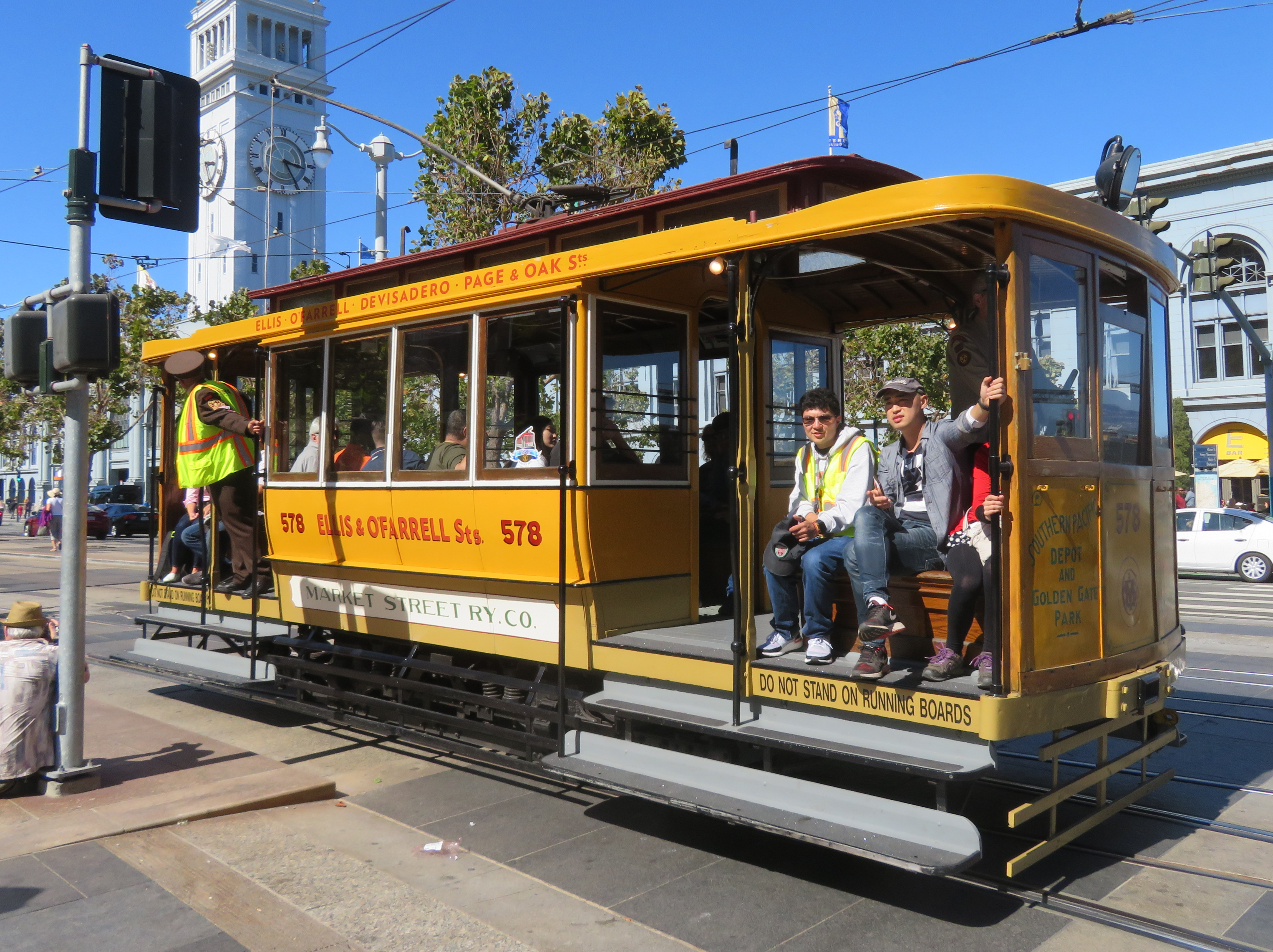
アメリカ合衆国・サンフランシスコのカリフォルニア・カー（2019年撮影）

カリフォルニア・カー（英語: California car）は、路面電車向けに製造された車両の形態の名称。車体の前後に窓や側壁が無い構造が特徴で、名前の由来となったカリフォルニア州を含めた世界各地の路面電車路線に導入された。

## 概要
「カリフォルニア・カー」と呼ばれる車両の外見上の特徴は、車体前後に側壁や窓が無い一方、中央部に密閉された客室が存在する構造になっている事である。これは主な導入地域であったサンフランシスコやロサンゼルスを始めとした地域での快適性を重視したものであり、乗客は暑い時期には前後のオープンデッキの座席、涼しい時期や雨天の際には中央の密閉された客室を選択して乗車する事が出来た。また、地域によってはオープンデッキの座席を喫煙席、密閉された座席を禁煙席として区分する事例も存在した。

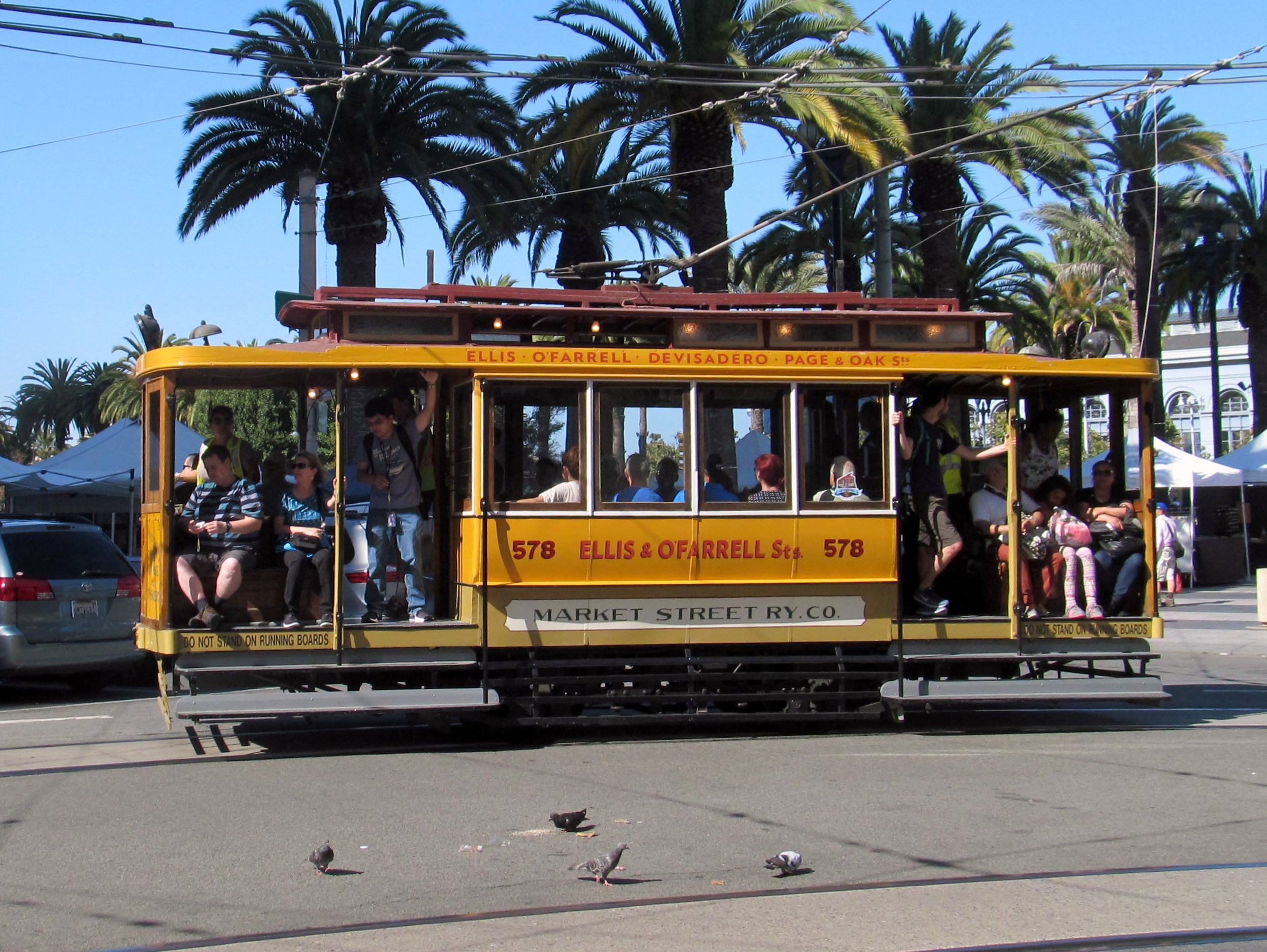
車体中央に密閉された客室が存在するカリフォルニア・カー（2017年撮影）

## 歴史
「カリフォルニア・カー」の名称や構造の由来となったのは、カリフォルニア州サンフランシスコ市内を走行するケーブルカーであるサンフランシスコ・ケーブルカーの車両である。「カリフォルニア・カー」のようにオープンデッキと密閉式、2つの車体構造を有する車両は19世紀末の道路上を走るケーブルカーにおいて標準であったが、1892年にサンフランシスコに初めて開通した路面電車に導入された車両はこれらと同様の形態で製造され、乗客から人気を博した。

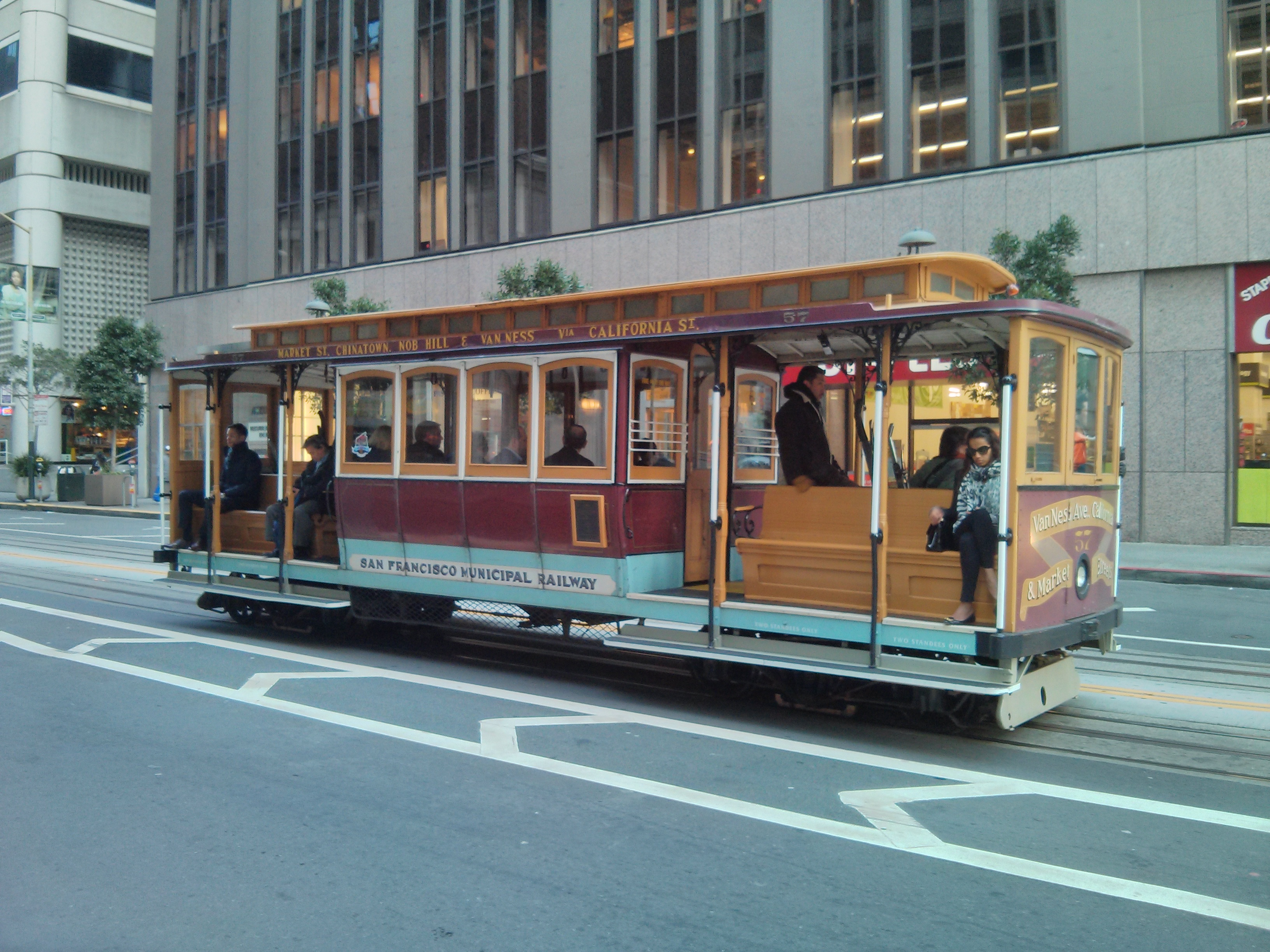
サンフランシスコのケーブルカーには側壁や窓が無い部分が存在する

それ以降、この形態を有する電車はアメリカ各地の路面電車やインターアーバンの路線に向けて多数製造され、パシフィック電鉄やロサンゼルス鉄道のように大型のボギー車が導入される事例も存在した。また、アメリカに留まらずイギリスやオーストラリアなど世界各地の路面電車路線にも「カリフォルニア・カー」と同様の形態を有する車両が導入された。ソウル（旧称：漢城）の路面電車（漢城電気）においても、1899年の開通時に導入された2軸車は「カリフォルニア・カー」の構造を有していた。

## ギャラリー

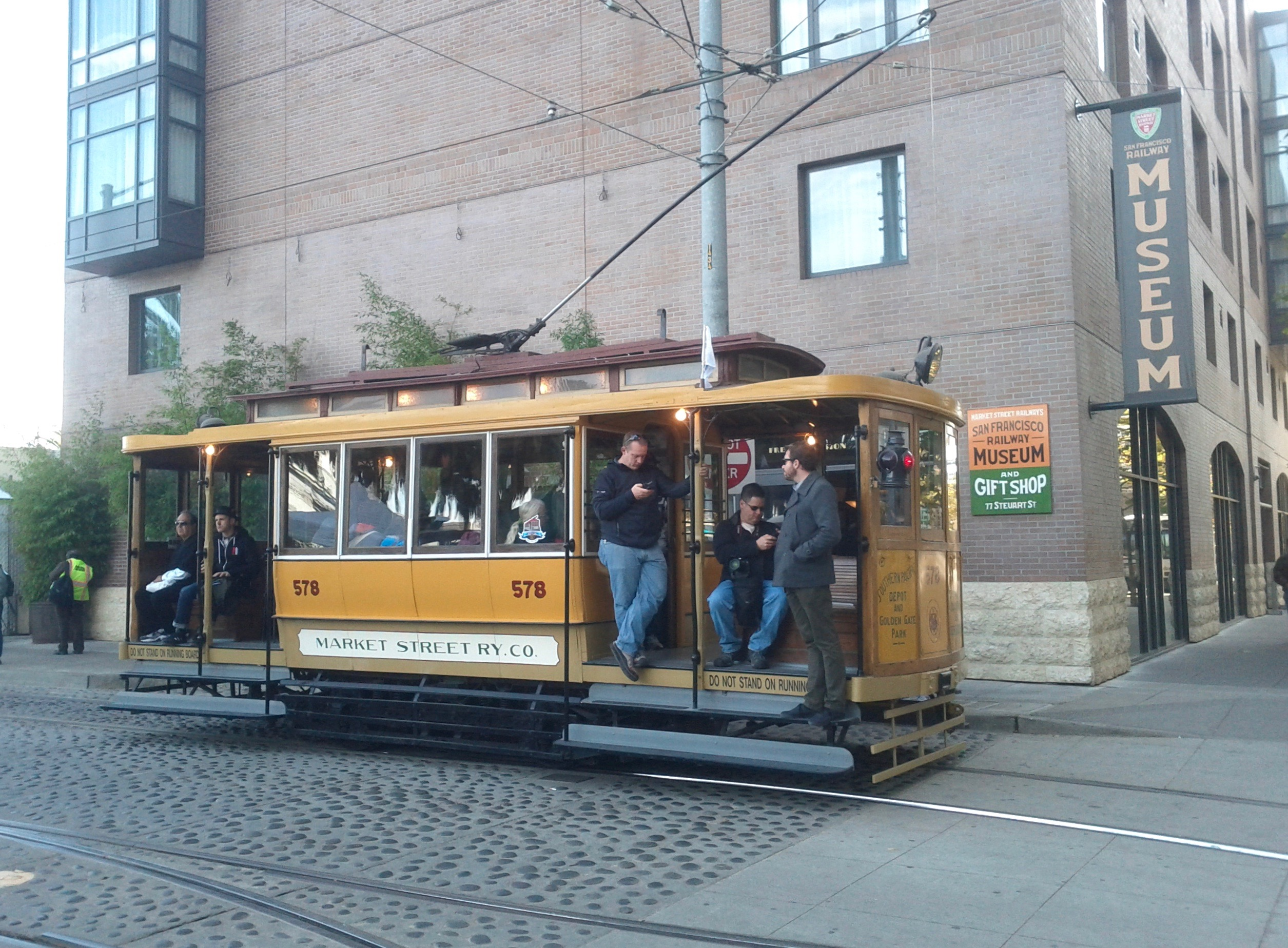
アメリカ合衆国：サンフランシスコ
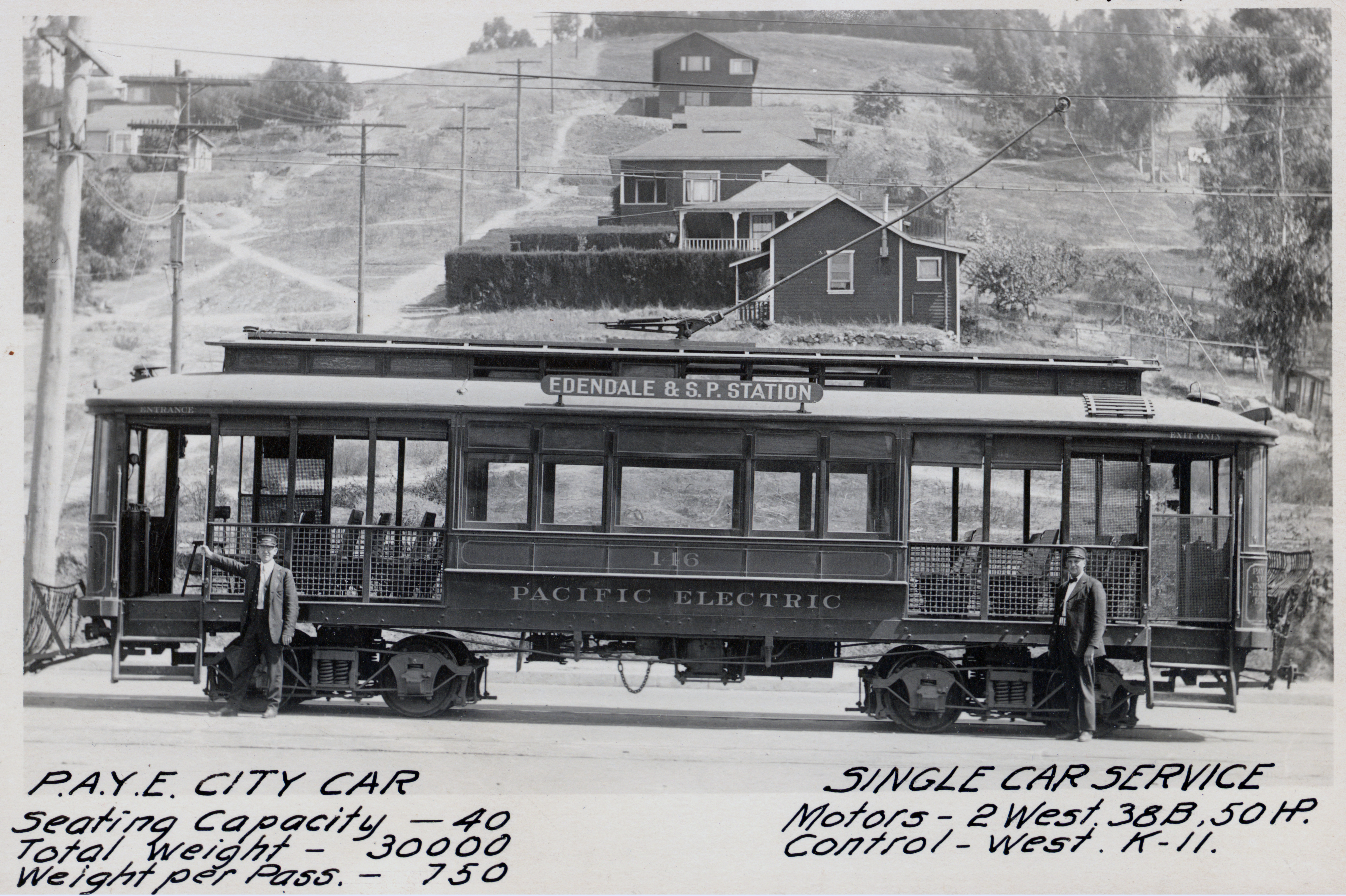
アメリカ合衆国：ロサンゼルス（パシフィック電鉄）
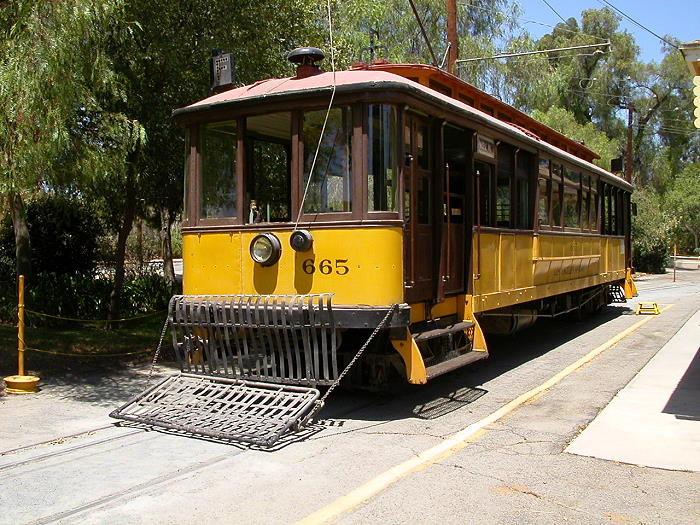
アメリカ合衆国：ロサンゼルス（ロサンゼルス鉄道）
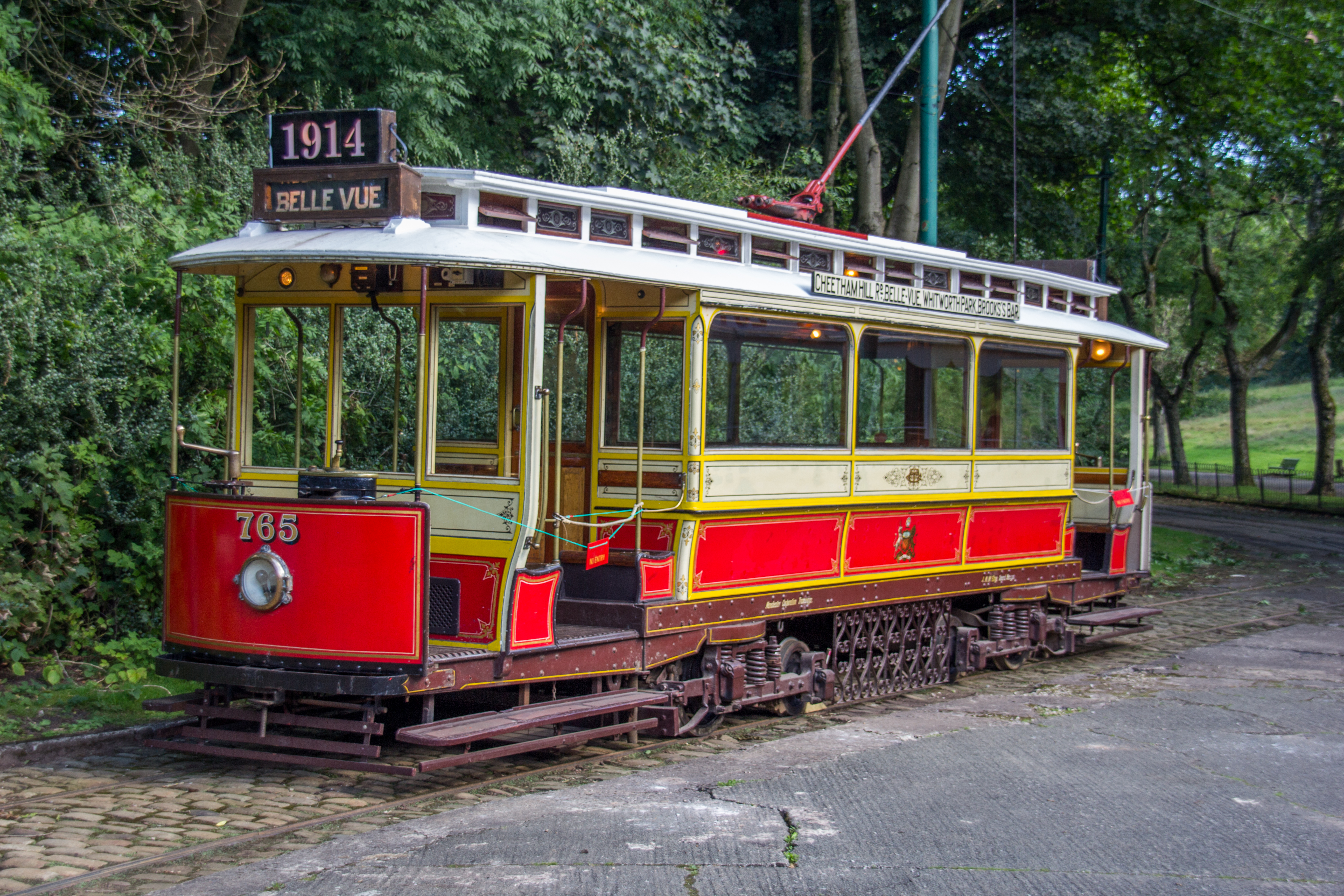
イギリス：マンチェスター
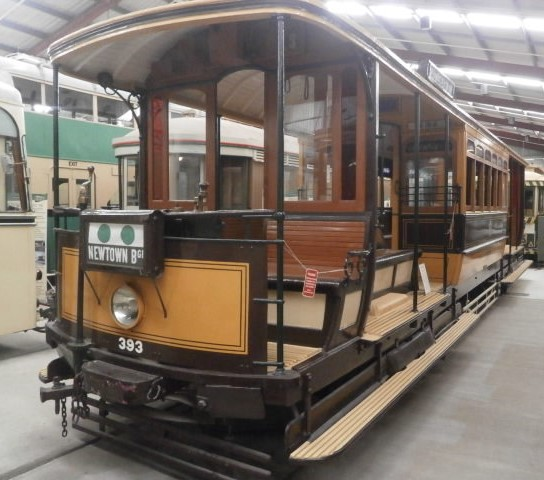
オーストラリア：シドニー